# Nikolaus Mondt
Nikolaus „Niki“ Mondt (* 9. August 1978 in Düsseldorf) ist ein ehemaliger deutscher Eishockeyspieler sowie derzeitiger -funktionär, der im Verlauf seiner aktiven Karriere insgesamt 1.060 DEL-Spiele für die Düsseldorfer EG, Kassel Huskies, den ERC Ingolstadt, die Kölner Haie und Hannover Scorpions absolviert hat und dabei je einmal Deutscher Meister und Pokalsieger wurde. 

## Karriere

### Karriere als Aktiver
Mondt begann seine Karriere im Nachwuchs der Düsseldorfer EG, für deren Profimannschaft er während der Saison 1995/96 seine ersten 21 DEL-Spiele absolvierte und dabei zwei Scorerpunkte erzielen sowie eine Plus/Minus-Statistik von +5 aufweisen konnte. In den Playoffs wurde der Center allerdings nicht eingesetzt; die DEG errang ihre achte und bis heute letzte Meisterschaft. In den folgenden Jahren gehörte der Linksschütze zu den Leistungsträgern im Team und hatte einen Platz im Stammkader. Nachdem die DEG zur Spielzeit 1998/99 in die 2. Bundesliga zwangsabsteigen musste, verließ Mondt seinen langjährigen Arbeitgeber und heuerte bei den Kassel Huskies an.
In seiner ersten Saison kam der gebürtige Düsseldorfer auf 51 Einsätze, in denen er 22 Punkte erzielte. Ein Jahr später erreichte Mondt mit den Huskies das Play-off-Halbfinale, wo man mit 0:3 Niederlagen am späteren Meister München Barons scheiterte. Im Sommer 2000 kehrte der Mittelstürmer zurück zu seinem Heimatverein Düsseldorfer EG, die zur gleichen Zeit aus der 2. Bundesliga in die DEL aufstiegen.
Bei der DEG erfüllte Nikolaus Mondt seinen vorher unterzeichneten Dreijahresvertrag nicht und schloss sich stattdessen während der Saison 2002/03 dem ERC Ingolstadt an. Mit den Panthern konnte der Angreifer in den Jahren 2004 und 2005 jeweils das Play-off-Halbfinale erreichen. Ebenfalls im Jahr 2005 konnte er mit dem ERC, der damals auf Grund des NHL Lockout der Spielzeit 2004/05 gleich vier NHL-Akteure verpflichten konnte, darunter der deutsche Nationalspieler Marco Sturm, den deutschen Eishockey-Pokal gewinnen. Nach einem kurzen Intermezzo bei den Kölner Haien während der Saison 2005/06, unterschrieb Mondt einen Vertrag bei den Hannover Scorpions, mit denen er in der Saison 2009/10 die Deutsche Meisterschaft gewann. Zur Saison 2012/2013 wechselt der gebürtige Düsseldorfer wieder zur DEG. Am 19. Oktober 2012 absolvierte Mondt beim 3:2-Sieg der DEG in Straubing sein 900. DEL-Spiel. Am 28. Januar 2014 erreichte Mondt bei der 0:2-Niederlage in Ingolstadt als zweiter Spieler die 1000-Spiele-Marke in der DEL.

### Karriere als Funktionär
Nach der Saison 2015/16 beendete er seine Karriere nach 1.060 DEL-Spielen und übernahm Aufgaben in der Geschäftsstelle des Klubs. Seit der Spielzeit 2017/18 ist er Sportdirektor seines Stammvereins. Sein ursprünglich bis 2024 laufender Vertrag wurde vorzeitig bis zum Ende der Spielzeit 2026/27 verlängert. Nachdem die DEG in der Spielzeit 2024/25 Tabellenletzter geworden war und als sportlicher Absteiger feststand, trennte sich der Düsseldorfer Traditionsverein von Mondt sowie dem Trainerteam.

### International
Neben seiner Karriere auf Vereinsebene stand Nikolaus Mondt mehrfach im Kader der deutschen Nationalmannschaft. Im Jahr 1995 lief er erstmals für das deutsche Team auf, als er im Kader der U18-Nationalmannschaft stand, mit der er im gleichen Jahr an der Junioren-Europameisterschaft teilnahm. In den folgenden Jahren absolvierte der Angreifer drei U20-Weltmeisterschaften für die deutschen Juniorenmannschaften, ehe er 1999 für die A-Nationalmannschaft nominiert wurde, mit der er an der B-WM 1999 teilnahm. Dort verpasste Mondt mit der Mannschaft den Aufstieg in die A-Gruppe, kam aber in sieben Spielen zum Einsatz und konnte dabei einen Scorerpunkt erzielen. In der Saison 2004/05 absolvierte er seine letzten von insgesamt 39 Länderspielen.

## Erfolge und Auszeichnungen
| - 1999 Teilnahme am DEL All-Star Game - 2004 Teilnahme am DEL All-Star Game - 2005 Teilnahme am DEL All-Star Game | - 2005 Deutscher Pokalsieger mit dem ERC Ingolstadt - 2010 Deutscher Meister mit den Hannover Scorpions - 2022 Aufnahme in die Hockey Hall of Fame Deutschland |

### International
- 1995 Silbermedaille bei der U18-Europameisterschaft

## Karrierestatistik
(Legende zur Spielerstatistik: Sp oder GP = absolvierte Spiele; T oder G = erzielte Tore; V oder A = erzielte Assists; Pkt oder Pts = erzielte Scorerpunkte; SM oder PIM = erhaltene Strafminuten; +/− = Plus/Minus-Bilanz; PP = erzielte Überzahltore; SH = erzielte Unterzahltore; GW = erzielte Siegtore; 1 Play-downs/Relegation; Kursiv: Statistik nicht vollständig)